# Ентоні Асквіт
Ентоні Асквіт (англ. Anthony Asquith, 9 листопада 1902 — 20 лютого 1968) — англійський кінорежисер.

## Біографія
Народився в Лондоні в родині прем'єр-міністра Великої Британії у 1908—1916 роках Герберта Генрі Асквіта та Марґо Асквіт.
Здобував освіту в Вінчестерському коледжі (графство Гемпшир) та коледжі Бейлліол.
Наприкінці 1920-х років розпочав кар'єру кінорежисера з чотирьох німих фільмів.
Свої найвідоміші режисерські роботи в кіно Ентоні Асквіт створив у 1940—1950-х роках, однак уже в останньому своєму німому фільмі «Котедж у Дартмурі» Аксвіт виявив неабияку майстерність. Найдовша сцена стрічки відбувається в залі кінотеатру. В цій сцені режисер жодного разу не показує екран, а лише схвильовані обличчя в кінозалі, Асквіт робить саме кіноглядача, а не фільм епіцентром кінодійства.
Режисер (разом з Леслі Говардом) стрічки «Піґмаліон», створеною за однойменною п'єсою Бернарда Шоу.
Помер 1968 року.

## Особисте життя
Асквіт був алкоголіком та, за словами актора Джонатана Сесіла, не приймав власну гомосексуальність.

## Вибрані фільми
- Падучі зірки (1927)
- Метрополітен (1928)
- Принцеси втікачки (1929)
- Котедж у Дартмурі (1929)
- Говори, Англіє (1931)
- Щасливий номер (1932)
- Піґмаліон (1938)
- Французька без слів (1940)
- Шлях до зірок (1945)
- Як важливо бути поважним (1952)

### Короткометражні фільми
- Історія селища Папворт (1935)
- Випадок в протоці Ла-Манш (1940)
- Година пік (1941)
- Два батька (1944)